# Philipp Poisel
Philipp Poisel, né le 18 juin 1983 à Louisbourg, est un chanteur allemand qui interprète notamment Ich & Du (« toi et moi » en français) et Wo fängt dein Himmel an? (en français : « Où commence ton ciel ? »).

## Biographie

### Enfance
Philipp Poisel fait de la musique depuis son enfance. Il commence par jouer du tambour et de la guitare. Il enregistre ses compositions sur un magnétophone. Il fait partie d'une chorale mais il est tellement critiqué pour sa façon de chanter qu'il finit par y renoncer. Après avoir passé son baccalauréat, il désire enseigner l'anglais, les arts et la musique. Toutefois, il rate l'examen d'entrée en musique.

### Premier album studio
Après de nombreux voyages à travers l'Europe, à l'été 2006, Philipp Poisel fait la connaissance de Frank Pilsl qui devient par la suite son producteur. Poisel fonde le label Holunder-Records.
En 2007, Herbert Grönemeyer le remarque et signe  un contrat avec sa maison de disques, Grönland. Le 29 août 2008, son premier album Wo fängt dein Himmel an? sort. Son premier single, du même nom, sort quelques semaines plus tard et prend la 77e place dans le hit-parade allemand. Plus tard la même année, Poisel chante en première partie de Ane Brun, Maria Mena, Suzanne Vega et Herbert Grönemeyer.

### Deuxième album studio
Après une tournée à travers le monde germanophone, Philipp Poisel travaille à la réalisation de son deuxième album studio Bis nach Toulouse (À destination de Toulouse en français). Il sort le 27 août 2010 et atteint la 8e place des hits-parade allemands pour les albums. Il reste présent huit semaines au Top 50, ainsi il surpasse le premier album par son succès.
En 2011, Poisel sort la ballade inédite Eiserner Steg à partir de la bande son du film de Matthias Schweighöfer, What a Man,qui est porté à l'écran des cinémas allemands le 25 août 2011. La chanson est éditée aussi en single et atteint d'abord la place 21 puis se hisse jusqu'en première position du classement allemand des singles selon Media-Control-Charts.
Après que Eiserner Steg ait été chanté début janvier 2012 par Benny Fiedler dans The Voice of Germany, la chanson mi-janvier 2012 se hisse de la place 100 à la place 4 du classement des singles. 
En août 2012, Poisel sort l'album live Projekt Seerosenteich dans lequel il interprète 19 de ses chansons, accompagné d'un quartet d'instruments à corde et d'un piano. L'album grimpe directement à la première place du classement des albums.
Également en août 2012, apparaît le single Wolke 7 avec un duo formé de Philipp Poisel et de Max Herre, qui se place pendant cinq semaines au Top Ten du classement des singles.
En septembre 2012, le single de Philipp Poisel, Wie soll ein Mensch das ertragen? bondit de la 59e place à la 5e place du classement des singles, après que Jean-Michel Aweh ait chanté cette chanson dans l'émission Das Supertalent. C'était la troisième fois que Poisel était dans le Top Ten du hit-parade en Allemagne en l'espace d'un an. En Autriche aussi le single est entré au Top Ten avec l'interprétation de Jean-Michel Aweh.
En 2014, Poisel prend part à la version allemande du Charity-Songs Do They Know It’s Christmas? de Band Aid 30 Germany qui fête une première mondiale le 21 novembre 2014.
Poisel vit à Tübingen.

## Discographie

### Albums
- 2008 : Wo fängt dein Himmel an?
- 2010 : Bis nach Toulouse
- 2012 : Projekt Seerosenteich

### Singles
- 2008 : Wo fängt dein Himmel an?
- 2008 : Ich & Du
- 2008 : Herr Reimer
- 2008 : Durch die Nacht
- 2008 : Halt mich (Tiens-moi en français)
- 2009 : Mit jedem deiner Fehler (Avec chacune de tes fautes  en français)
- 2009 : Als gäb's kein Morgen mehr (Comme s'il n'y avait pas de "demain" en français)
- 2010 : Wie soll ein Mensch das ertragen (Comment un homme peut-il endurer cela en français)
- 2010 : Bis nach Toulouse
- 2010 : Zünde alle Feuer (Enflammes tous les feux en français)
- 2010 : Innen und Außen  (Intérieur et extérieur)
- 2010 : All die Jahre
- 2010 : Froh dabei zu sein
- 2010 : Für keine Kohle dieser Welt
- 2011 : Im Garten von Gettis (Dans le jardin de Gettis)
- 2011 : Eiserner Steg (Passerelle en fer)
- 2012 : Ich will nur
- 2012 : Wolke 7 (avec Max Herre)
- 2012 : Liebe meines Lebens
- 2013 : Bis nach Toulouse